# El asombroso mundo de George
El asombroso mundo de George fue un programa de televisión infantil de origen peruano. Fue presentado por el ilusionista George Iglesias y emitido por TV Perú.

## Historia
El canal TV Perú decide realizar y emitir un programa de carácter infantil, como un espacio de entretenimiento en el marco del confinamiento por la pandemia de COVID-19. Al contratar al ilusionista Jorge Larrabure, conocido como George Iglesias, se optó por abarcar temas sobre ilusionismo, experimentos y tecnología, además de varias series animadas incluidas que lo convierten en un programa contenedor.
El estreno del programa se dio a cabo el lunes 6 de julio de 2021 por la señal de TV Perú. Se estrenó en el horario de 4:30 a 6:00 p. m. en la hora de Perú. Debido a la falta de programas infantiles en el país, TV Perú se convirtió en el único canal de señal abierta del Perú en transmitir producciones dirigidas a niños, niñas y adolescentes (NNA). El 18 de julio de 2020, se anunció un nuevo horario a las 11:00 a. m., a partir del 20 de julio, y más adelante también los domingos a las 9:30 a. m.
De noviembre de 2020 a inicios de 2021, también se emitió por la señal de Canal IPe.[cita requerida]
El 18 de abril de 2021 fue la última emisión por TV Perú. Fue sucedido por un nuevo programa denominado La voz cantante, presentado por Stephany Orúe, Katy Jara y también por Jorge Larrabure.

## Secciones
- Magia alrededor del mundo: se presentan hazañas de ilusionistas internacionales.[11]
- Notimbroso: un noticiero que presenta las noticias más bizarras e insólitas del mundo.
- Luther, el magnífico: personaje interpretado por el mago George, caracterizado por no salirle bien ningún truco.
- Kreativ-A: sección de manualidades.
- Ciencia en casa: sección de experimentos.
- Cocina divertida: sección de cocina.
- Truquimanos: trucos de magia cortos.

### Series emitidas dentro del programa
- Floopaloo, ¿dónde estás?[cita requerida]
- Mily preguntas[12]
- S.O.S. hada Manu[13]
- Hazlo en casa lab[14]
- Puerto papel[15]
- Kika y Bob[8]
- La mansión encantada del profesor Ambrosius[16]